# Rhodacanthis litotes
Il fringuello della koa ancestrale (Rhodacanthis litotes James & Olson, 2005) è un uccello passeriforme estinto della famiglia Fringillidae.

## Etimologia
Il nome scientifico della specie, litotes, deriva dalla figura retorica del litote, consistente fare un'affermazione adoperando la negazione di una espressione di senso contrario, in riferimento al metodo adottato per descrivere scientificamente questi uccelli come specie a sé stante rispetto al fringuello della koa minore, al quale si è in prima istanza ritenuto che i resti ritrovati appartenessero.

## Descrizione
In base ai resti subfossili rinvenuti finora (principalmente porzioni di becco), si ritiene che questi uccelli fossero vicini come dimensioni al fringuello della koa minore: il becco di questi uccelli, pur essendo massiccio e dalle punte adunche, appare meno specializzato e supportato da muscolatura meno potente rispetto a quello dei congeneri. Stando a quanto osservaile sulle specie estintesi più di recente, molto verosimilmente questi uccelli possedevano dimorfismo sessuale, coi maschi dalla colorazione più brillante rispetto alle femmine.

## Biologia
Rispetto alle altre specie di fringuello della koa, questi uccelli erano meno specializzati e quindi meno strettamente dipendenti dalla presenza della koa stessa, mostrando dieta più generalista e nutrendosi probabilmente sia di baccelli di leguminose (come appunto koa, koaiʻa, Kanaloa kahoolawensis), ma anche di bacche di Dodonaea viscosa e di Pritchardia, oltre che di alimenti di origine animale, come bruchi e larve.

## Distribuzione e habitat
I resti subfossili di fringuelli della koa ancestrali sono stati ritrovati in inghiottitoi delle zone carsiche delle isole di Maui e Oahu, nelle Hawaii: il fatto che questi uccelli fossero stati meno dipendenti dalle foreste di koa e koaiʻa è stato dedotto dal fatto che su queste isole questi alberi non sono mai stati particolarmente diffusi. Essi abitavano molto verosimilmente le aree di foresta secca e di savana alberata.

## Estinzione
Questi uccelli si erano estinti ben prima dell'arrivo degli europei nell'arcipelago delle Hawaii nel 1778: molto verosimilmente, la loro estinzione è legata ad un cambiamento climatico avvenuto a cavallo fra Pleistocene e Olocene.